# Estação Porte de la Villette
Porte de la Villette é uma estação da linha 7 do Metrô de Paris, localizada no 19.º arrondissement de Paris. Ela foi o terminal da linha de 1910 a 1979, quando a linha foi estendida para Fort d'Aubervilliers.

## Localização
A 100 metros ao norte da estação se encontra a única conexão de rede para o Pátio de La Villette, especializado em manutenção de vias. No final do serviço, se pode perceber muitos trens de canteiros passando na estação.

## História
A estação foi aberta em 1910.

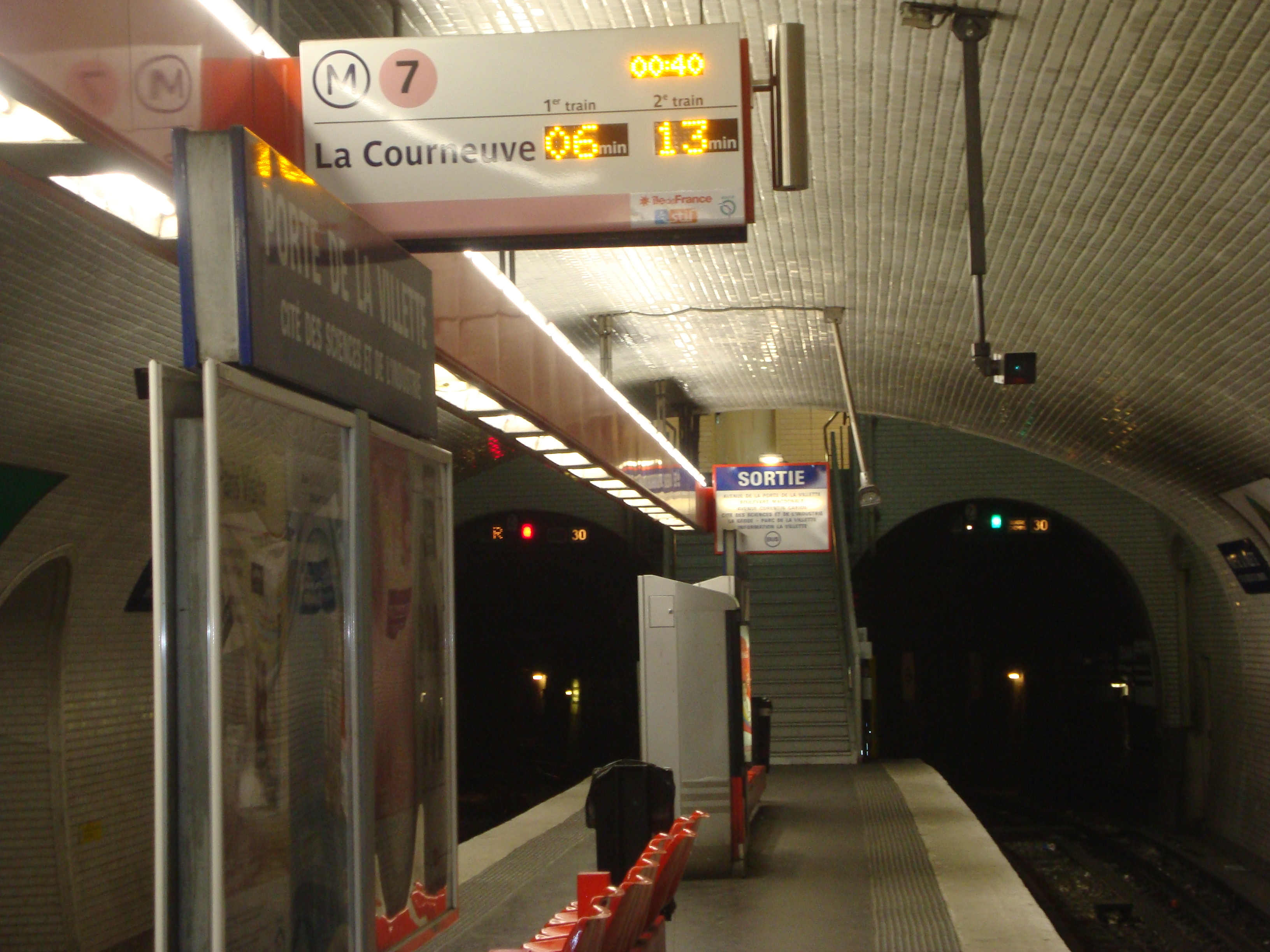
Semi-estação para os trens com destino a La Courneuve

Deve o seu nome à Porte de la Villette, situada acima da estação, ela mesma nomeada em referência à antiga comuna de La Villette que foi anexada à cidade de Paris em 1860. Ela porta como subtítulo Cité des Sciences et de l'Industrie, nome do estabelecimento cultural, científico e técnico situado nas proximidades.
Em 2003, o número diário de passageiros que entraram se elevou em 9.100. Em todo o ano 2011, foram 3 209 252 passageiros e em 2012, 2 925 024. Ela viu entrar 3 391 240 passageiros em 2013, o que a coloca na 155ª posição das estações de metrô por sua frequência.

## Serviços aos passageiros

### Acesso e plataformas
Ela tem quatro vias acessíveis por duas plataformas centrais abrigadas cada uma por uma abóbada. No final do serviço, as vias são utilizadas para proceder na limpeza do interior dos trens. Algumas circulações têm esta estação como terminal. Cada plataforma dá acesso a duas saídas, ao norte e ao sul.

### Intermodalidade
A Porte de la Villette foi de longa data um pólo importante de correspondências de transportes públicos. Depois de ter recebido os usuários dos tramways que circulavam, no início do século XX, na route des Flandres (estrada nacional 2), ela reencontrou este papel desde 15 de dezembro de 2012 com o lançamento da linha de tramway T3b.
A estação é servida pelas linhas 139, 150 e 152 da rede de ônibus RATP e, à noite, pelas linhas N42 e N140 da rede Noctilien.

## Pontos turísticos
- Cabaret Sauvage
- Cité des Sciences et de l'Industrie
- Parc de la Villette
- La Géode
- Tour La Villette
- Glazart
- Vill'up

## Galeria de fotografias

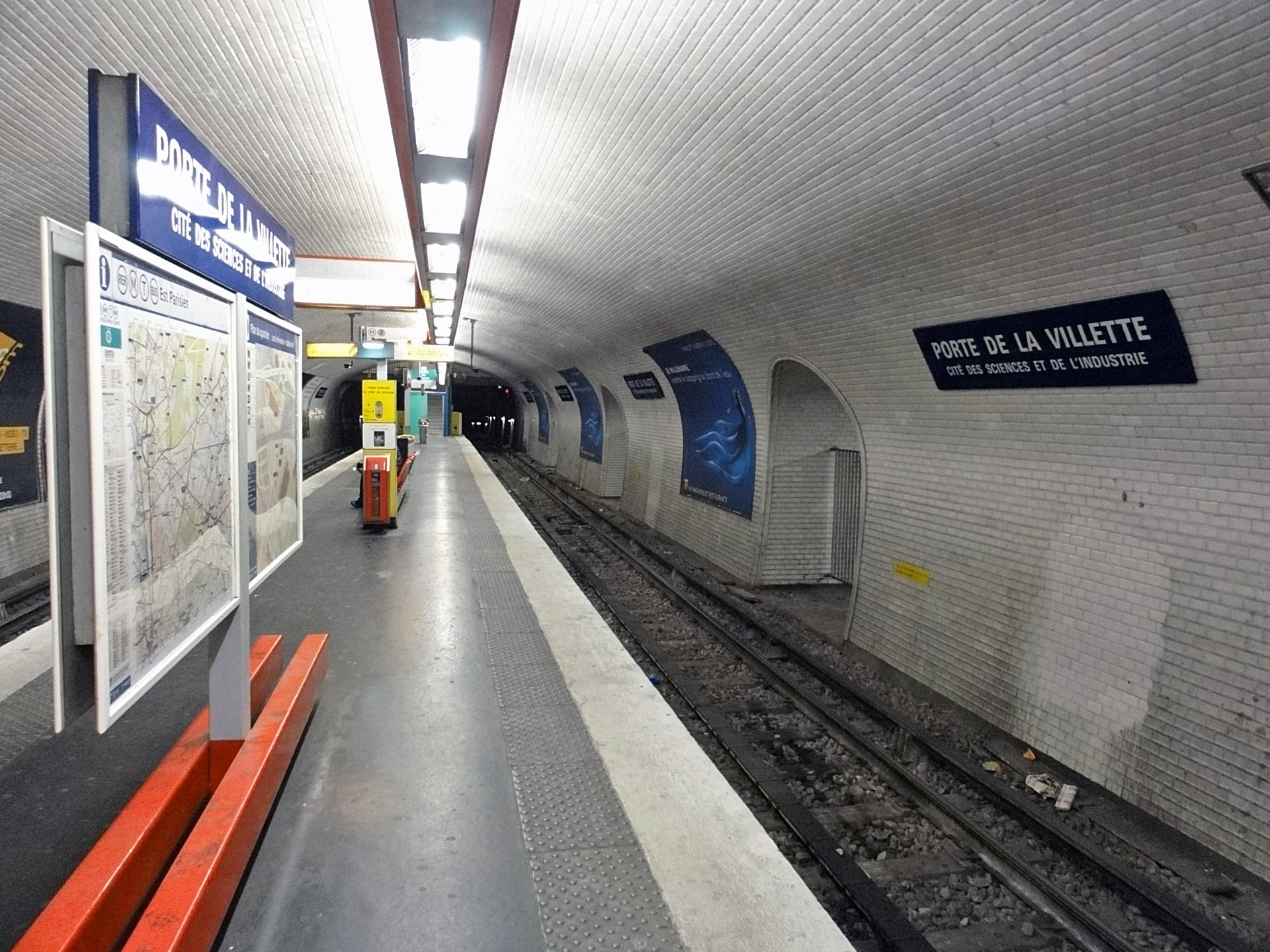
Vista geral da plataforma em direção a La Courneuve.
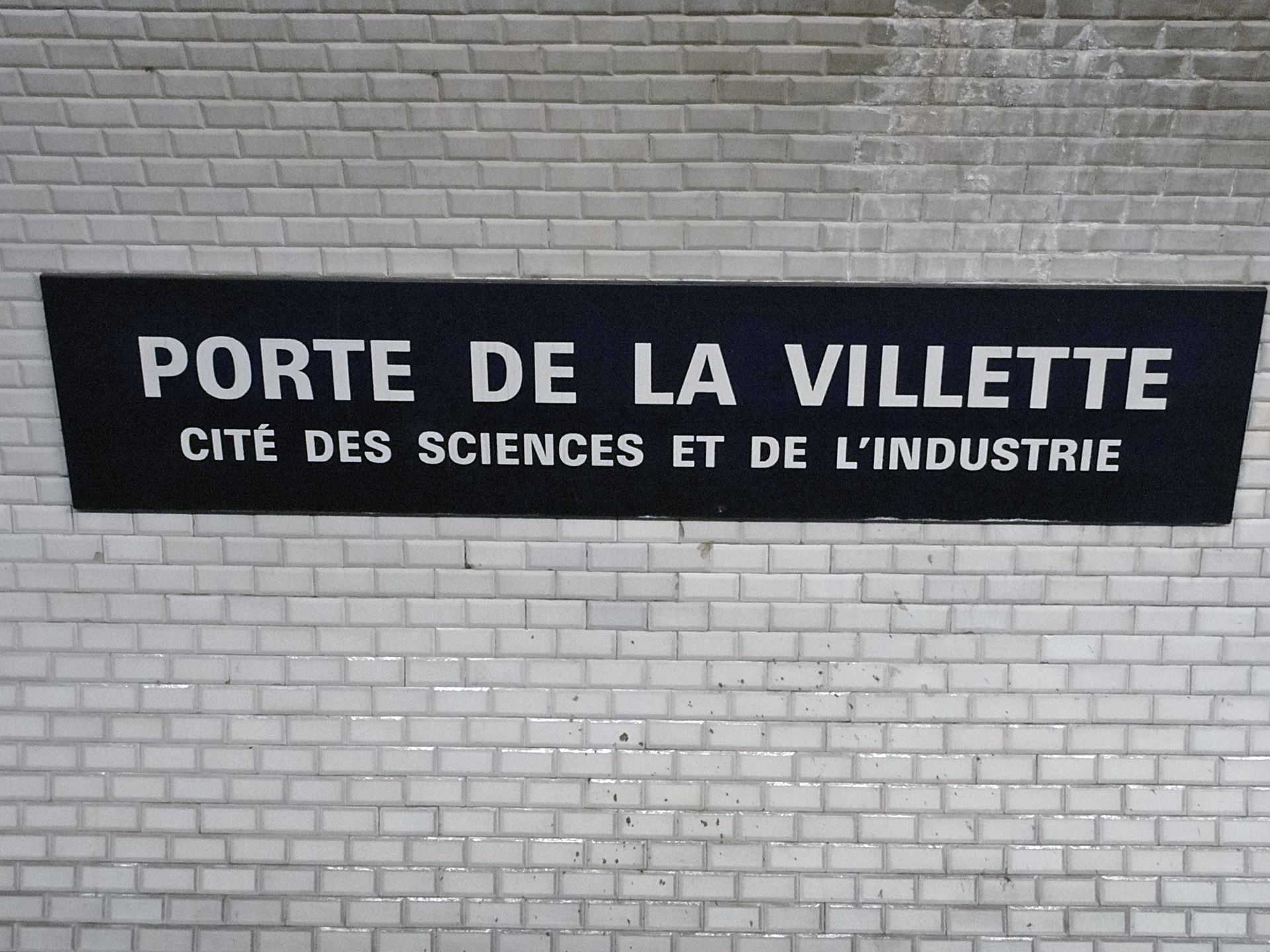
Placa esmaltada indicando o nome da estação.
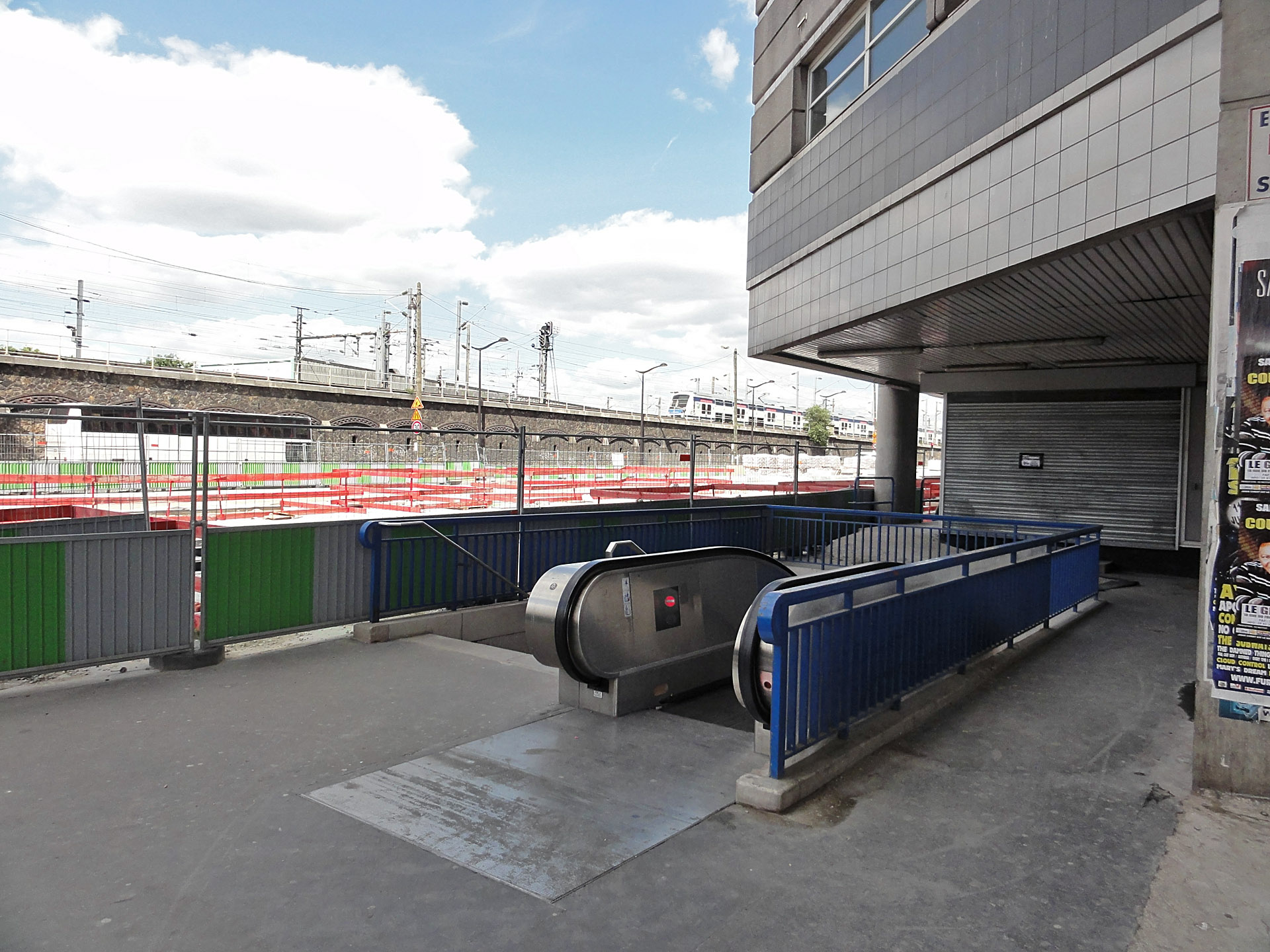
Uma das entradas da estação, em correspondência com o T3b no final de 2012.
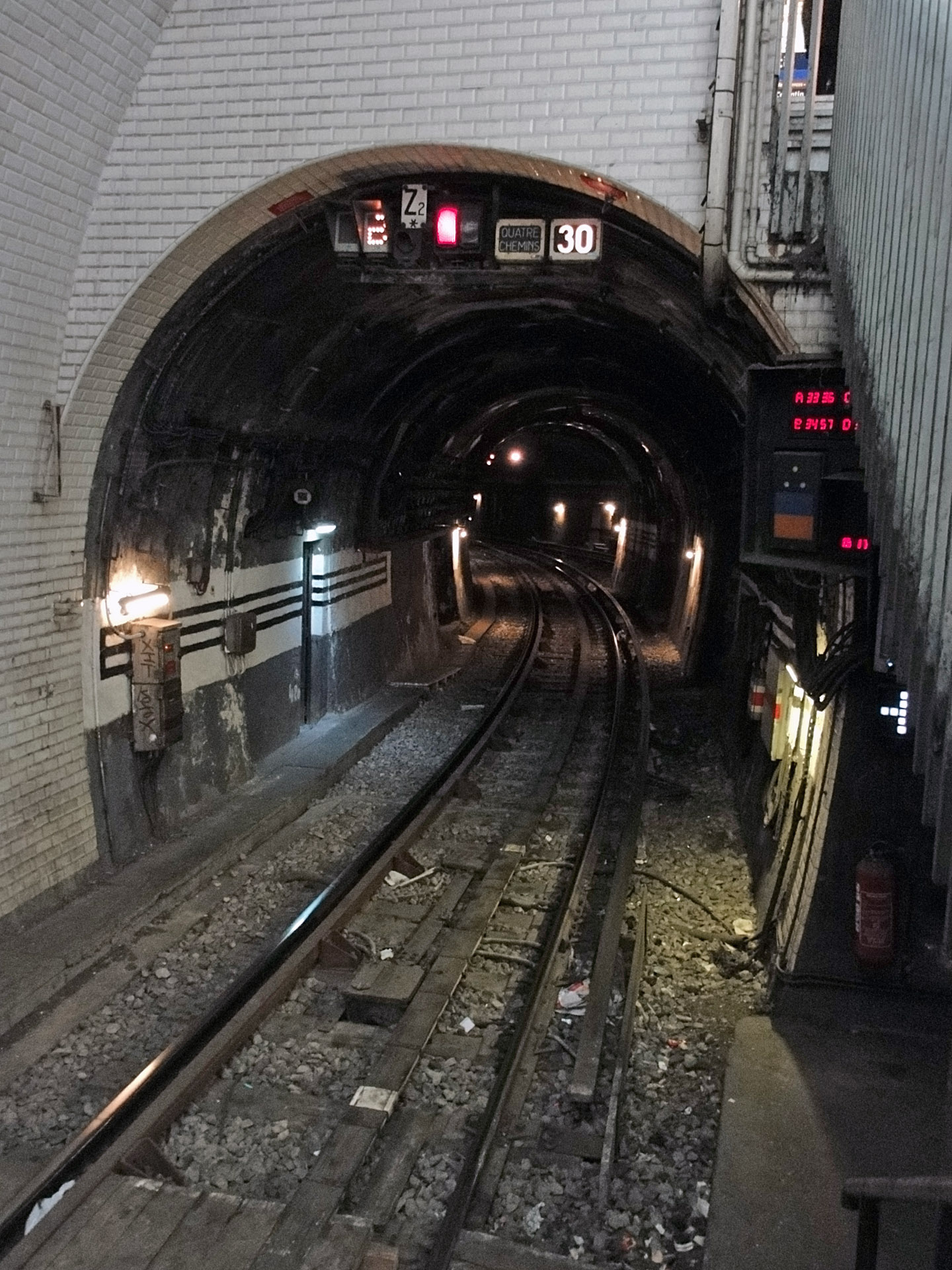
Vista de um dos túneis em direção a La Courneuve.
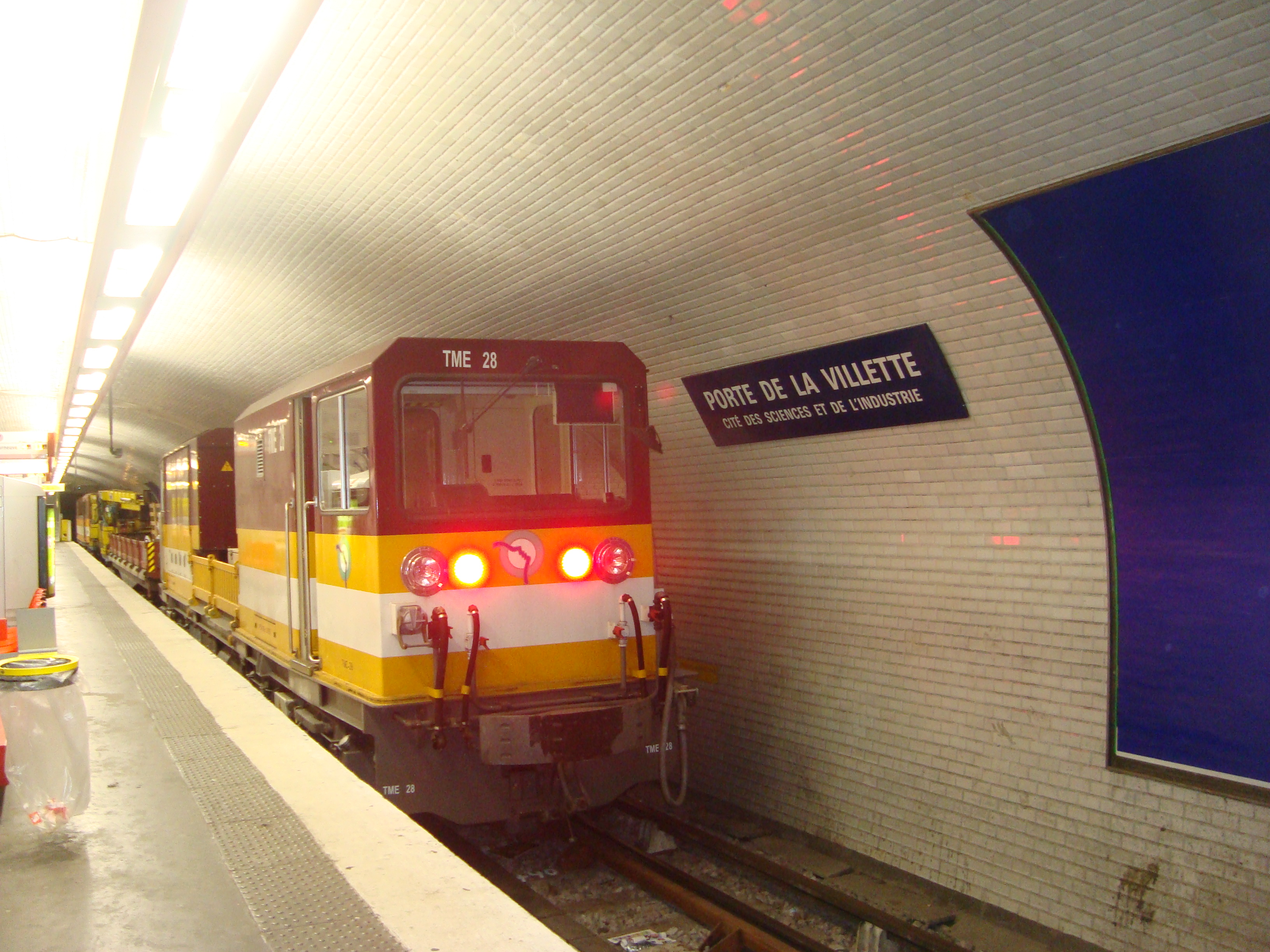
Um trem de manutenção das vias passa na estação pela tarde.